# Islamska Armia Ocalenia
Islamska Armia Ocalenia,  Islamic Salvation Army (AIS), Armé Islamique du Salut, zbrojne skrzydło fundamentalistycznego Islamskiego Frontu Ocalenia, aktywne w latach 1993-1999. 
Ugrupowanie powstało w 1993 roku i od tamtego czasu prowadziło zbrojną kampanię przeciwko rządowi. Islamska Armia Ocalenia była mniej radykalna i bardziej skłonna do kompromisu z rządem aniżeli Zbrojna Grupa Islamska. 1 października 1997 roku Armia Ocalenia ogłosiła jednostronne zawieszenie broni. Doprowadziło to do wzmożonych walk pomiędzy organizacją a konkurencyjną Zbrojną Grupą Islamską która uznała Islamską Armię Ocalenia za zdrajców. W styczniu 2000 roku doszło do samorozwiązania armii na skutek amnestii ogłoszonej przez prezydenta Abd al-Aziza Buteflikę. Z amnestii skorzystało 2 tysiące partyzantów, nie objęła ona islamistów odpowiedzialnych za akty terroryzmu, czystki czy gwałty.